# Tuinboon-wikkeroest
De tuinboon-wikkeroest (Uromyces viciae-fabae) is een autoecische roestschimmel die behoort tot de familie Pucciniaceae. De schimmel komt wereldwijd voor. In Nederland is de schimmel zeldzaam.
De tuinboon-wikkeroest tast Vicia, Pisum en Lathyrus aan.
De witte, bekervormige aecia ontwikkelen zich vroeg in het seizoen op de bladeren en vormen kleine roomgele vlekken. De breedellipsoïde, 18–26 × 15–21 µm grote aeciosporen worden gevormd in ketens van 7-8 sporen en worden door de wind verspreid. Ze hebben een wrattige wand. Na infectie door de aeciospore worden op beide zijden van de bladeren en stengels oranjebruine, uredinia gevormd. De lichtgoudgele, breedellipsoïde, 24–29 × 19–22 µm grote urediniosporen verspreiden de schimmel verder en vormen weer nieuwe uredinia. De urediniospore heeft een stekelachtige wrattige wand. Later in het seizoen worden op de stengels en de onder- en bovenkant van de bladeren zwartbruine, kale telia gevormd. De kastanjebruine, gladde, eencellige, eivormige tot ovale, 27–35 × 19–23 μm grote teliosporen overwinteren en zijn bestand tegen slechte weersomstandigheden. De steel is kleurloos en tot 60 µm lang. De teliospore vormt in het voorjaar een basidium met vier haploïde basidiosporen van twee paringstypen, typen (+) en (-). De basidiospore infecteert de waardplant en vormt daar meestal aan de onderkant van het blad een spermogonium met spermatiën en receptieve hyfen. Na bevruchting van een receptieve hyfe van het spermogonium door een spermatium met een ander paringstype wordt een aecium met haploïde-tweekernige aeciosporen gevormd.

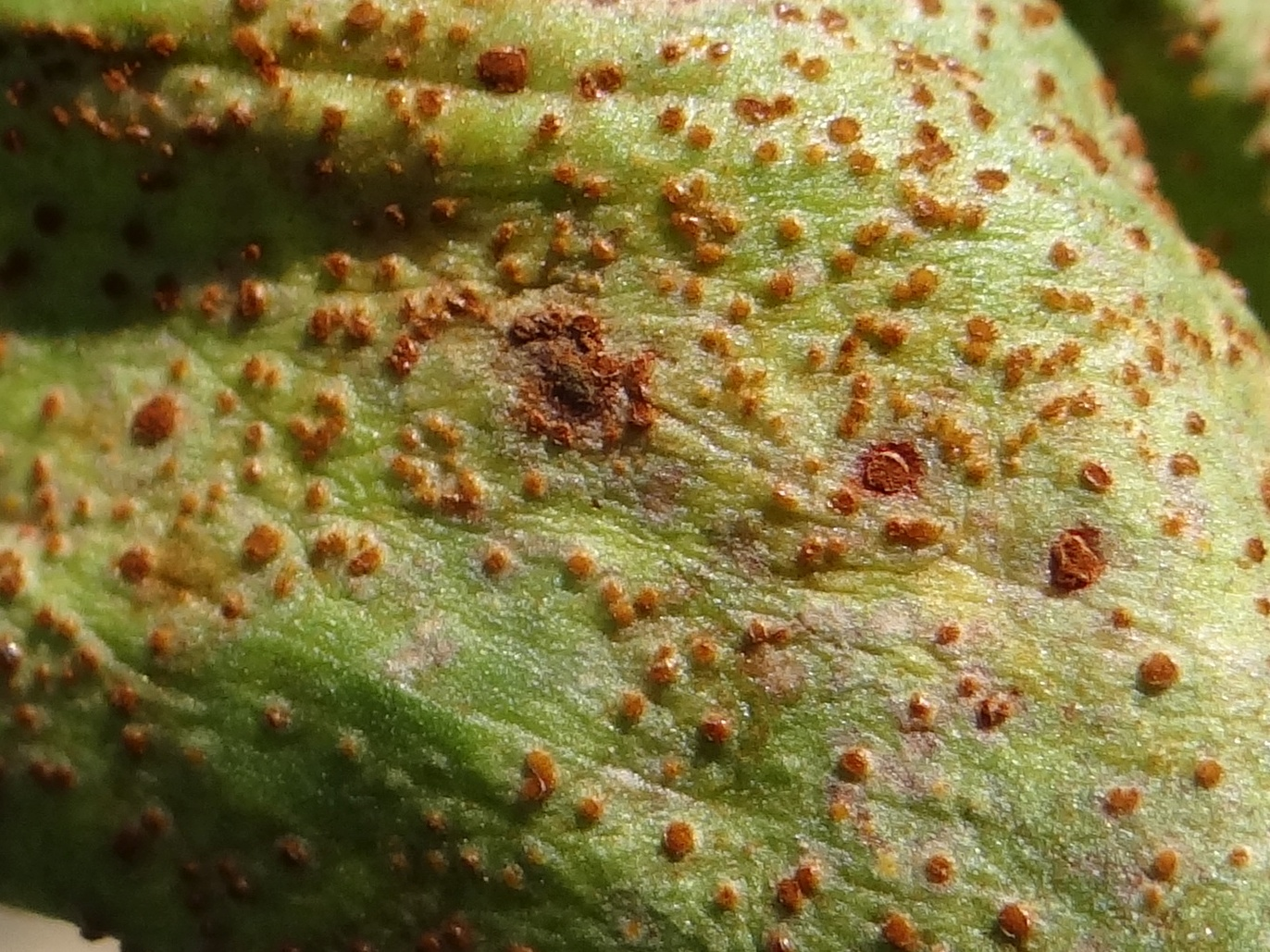
Uredinia op tuinboon
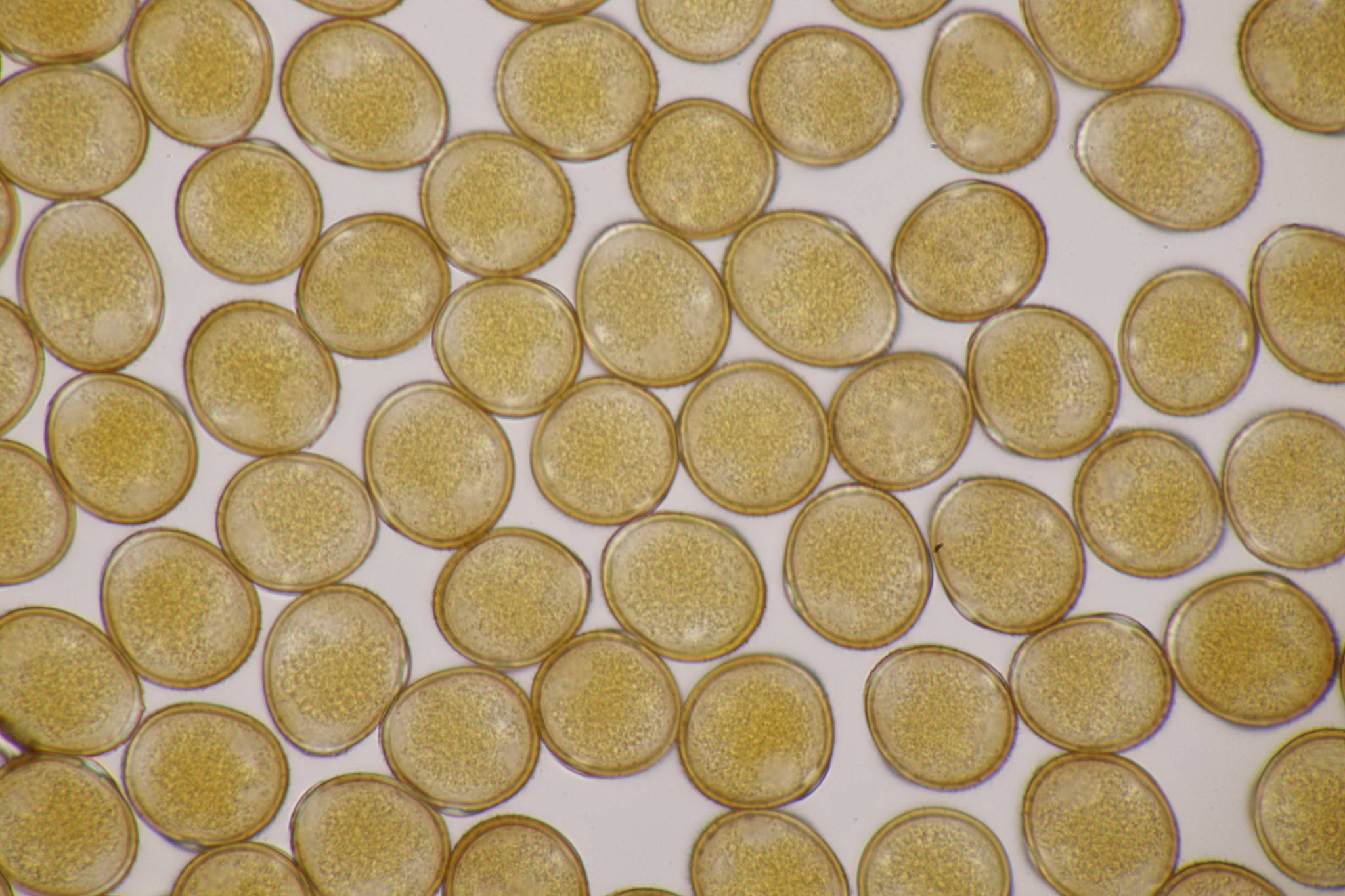
Urediniosporen op tuinboon
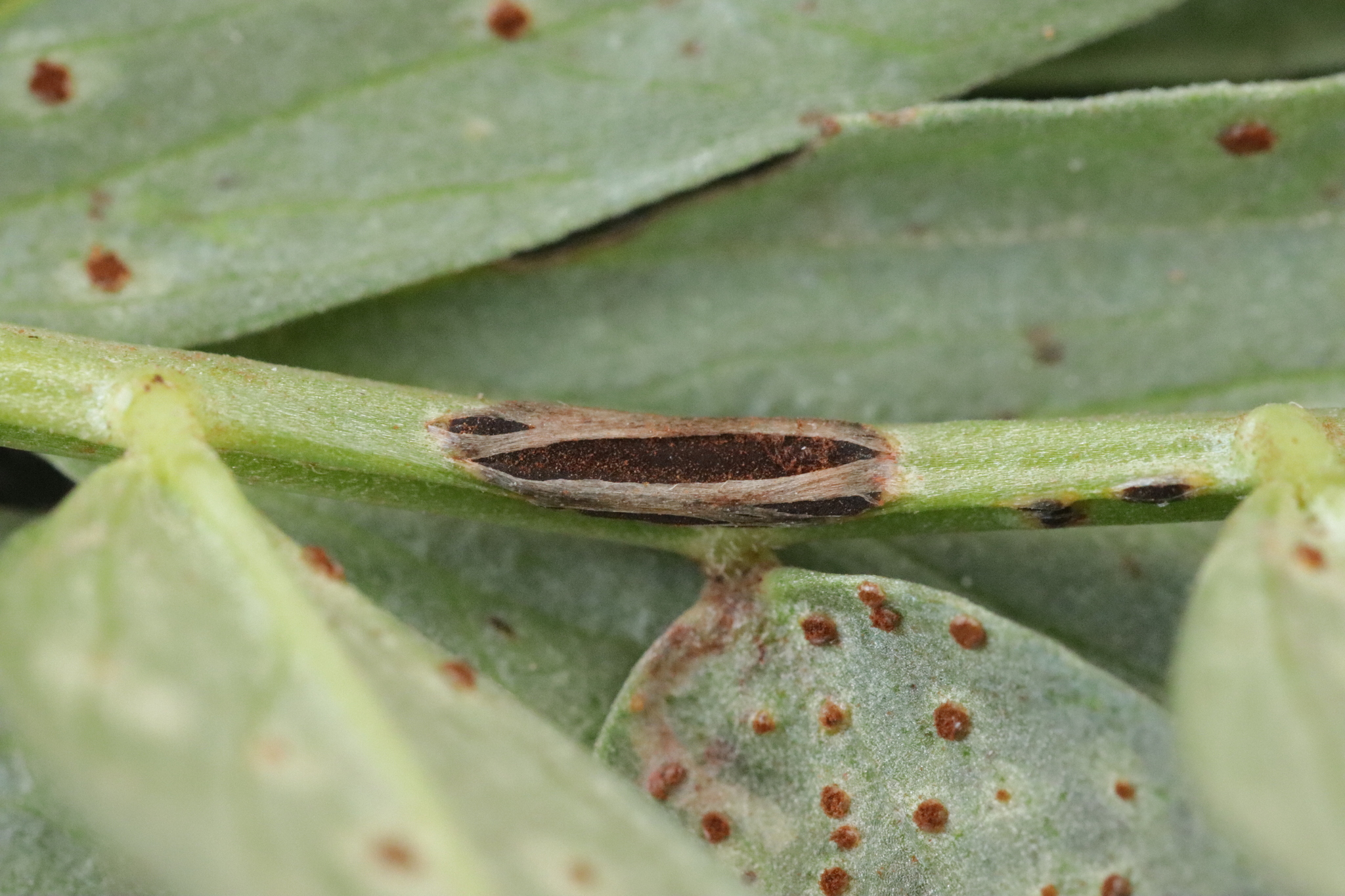
Telium op tuinboon
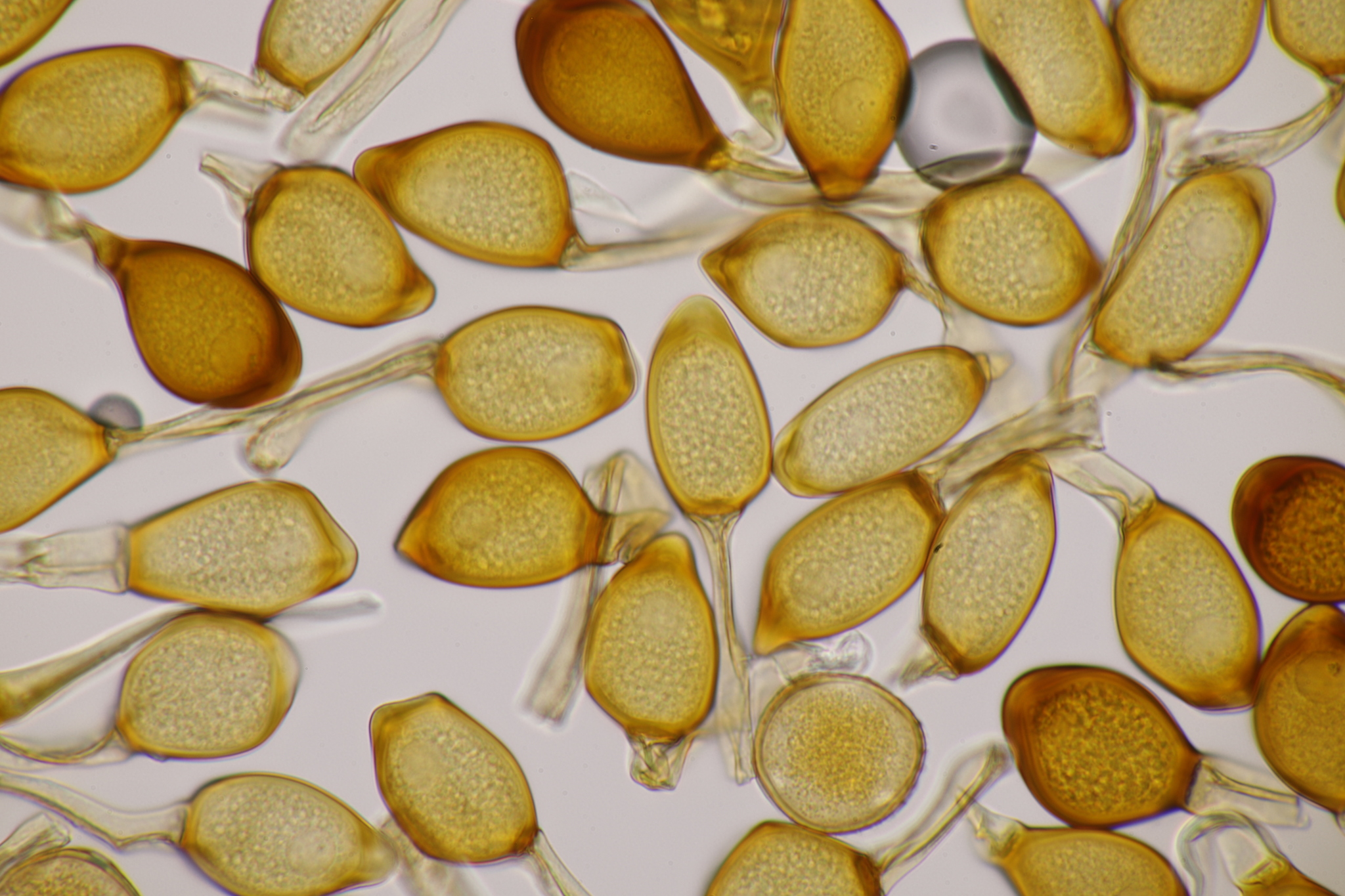
Teliosporen op tuinboon